# أولا جونز
أولا جونز (بالسويدية: Ulla Jones)‏ هي عارضة ومغنية وكاتبة غنائية سويدية، ولدت في 18 يونيو 1946 في ستوكهولم في السويد.

## وصلات خارجية
- أولا جونز على موقع IMDb (الإنجليزية)
- أولا جونز على موقع ديسكوغز (الإنجليزية)